# Коњ (песма)
„Коњ“ (рус. Конь) је руска песма коју је група Љубе први пут извела 1994. године. Аутор музике је Игор Матвијенко, аутор текста је његов дугогодишњи сарадник Александар Шаганов.
Песма је изузетно популарна, у извођењу многих извођача и добила је карактер „народне”.  Такав случај десио се и у Србији, еквивалент би била песма Пукни зоро.

## О песми
Према речима Матвијенка, песма је написана за још један његов продукцијски пројекат „Иванушки Интернашнл“ и тек у последњем тренутку дошла је идеја да се преправи за групу Љубе.
Према речима Николаја Расторгујева, прво јавно извођење песме одржано је на музичком фестивалу Звёздный прибой-94 у Севастопољу, током којег певач није могао да задржи сузе.

## Популарност
Као резултат социолошке студије коју је 2015. године спровео часопис Руски Репортер, текст „Коња“ је заузео 32. место на листи најпопуларнијих стихова у Русији, испред химне Совјетског Савеза, чији је текст заузео 39. место на овој ранг листи.  Дмитриј Соколов-Митрич сматра да је песма постала својеврсна незванична химна Русије.
Директор хора Сретењског ставропигијског манастира Никон Жила истиче да је ово најпопуларнија песма са репертоара хора међу слушаоцима широм Русије. 

## Текст
У тексту су коришћени архетипски мотиви руске лирике. Постоји и сличност са линијом Сергеја Јесењина из песме „Лишће пада, лишће пада...“.
Соколов-Митрич, покушавајући да открије тајну њеног успеха, пише: „Све генијално је једноставно и необјашњиво. Можда има везе са имиџом коњаника - неисцрпног и фундаменталног за сваку културу. Човек и коњ - ту је припитомљена моћ, узајамно покоравање и још много тога. Нема народа, бар у Русији и њеном непосредном окружењу, где слика коња не би била до крајности сакрализована“. О стиховима „Пусти ме да видим / Где поље рађа зору“, он формулише: „И ево је – народне идеје. И опет нечувена једноставност. Стићи до хоризонта. Увек корачајући ка сунцу у наивној нади да ћу га ухватити. Мисија је проста и истовремено одлична. Јер није битно да ли то место постоји или не. Важно је да постоји бескрајан извор изазова за ову нацију. Ходајте, скачите, јурите према светлости која се појављује, на Исток. Где све почиње и ништа не умире. Одатле долази нови дан, нова светлост, нови живот“.

## Музика
Песма је написана у тоналитету д - мола. „Акорди и ноте су прогресивни, четвртине, равномерне и продужене.” Она „почиње без пратње, а капела, у народној традицији, када почиње певач. Мушки хор се придружује постепено, као издалека. Трећи стих је тон виши, интензитет се појачава, емоције преплављују, а завршна фраза, у најбољим традицијама жанра, оставља простор за размишљање, неку недореченост“.